# Пфалцграф на Саксония
Пфалцграфовете на Саксония (на немски: Pfalzgrafen von Sachsen) са владетели на Пфалцграфство Саксония — средневековно владение, съществувало на територията на Саксония до 1322 г.
Пфалцграфове на Саксония първо са графовете на Гозек, които наследяват службата и титлата от графовете на Зомершенбург, които са наследени от ландграфовете на Тюрингия.

## Пфалцграфове на Саксония
- Ателберо (Берно) († 982), 965–966 пфалцграф (в Саксония), граф в Хесенгау и Лизгау, 972 пфалцграф
- Дитрих († 995), 992 пфалцграф
- Фридрих († 1002/1003) 995–996 пфалцграф, граф в Харц- и Нордтюрингау
- Бурхард I фон Гозек († 1017) 991/1017 граф в Хасегау, 1003 пфалцграф в Саксония, 1004 граф на Мерзебург
- Зигфрид († 25 април 1038) 1028 пфалцграф в Саксония
- Фридрих I фон Гозек († 1042), 1040 пфалцграф на Саксония, граф в Хасегау
- Вилхелм IV († 1062) граф на Ваймар, 1042 пфалцграф на Саксония
- Дедо (убит 5 май 1056) син на Фридрих I, 1042–1044 пфалцграф
- Фридрих II († 27 май 1088), брат на Дедо, 1056 пфалцграф
- Фридрих III (убит 5 февруари 1087), негов син
- Фридрих IV фон Путелендорф († 1125), негов син, 1114 пфалцграф
- Фридрих V фон Зомершенбург († 18 октомври 1120/21), внук на Фридрих I, пфалцграф в Саксония 1097, 1111
- Фридрих VI († 19 май 1162), 1121 пфалцграф, 1123–1124 пфалцграф на Зомершенбург, син на Фридрих V
- Херман II фон Винценбург (убит 30 януари 1152) от Дом графовете на Формбах, 1129–1130 пфалцграф (на Саксония); маркграф на Майсен 1130 свален; жени се 1148 за вдовицата на Фридрих VI
- Адалберт († 15 януари/17 март 1179), 1162–1179 пфалцграф на Зомершенбург, син на Фридрих VI

- Лудвиг III († 1190) 1180 пфалцграф на Саксония, отказва се 1181, 1172–1190 ландграф на Тюрингия
- Херман I († 1217) 1181 пфалцграф на Саксония 1190 и ландграф на Тюрингия
- Лудвиг IV († 1227) 1217–1227 пфалцграф на Саксония и ландграф на Тюрингия
- Хайнрих Распе († 1247) 1228–1247 ландграф на Тюрингия, пр. 1231–1247 пфалцграф на Саксония и 1246/47 немски гегенкрал

След смъртта на Хайнрих Распе пфалцграфове на Саксония стават от род Ветини.
- Хайнрих III († 1288) 1247–1265 ландграф на Тюрингия и пфалцграф на Саксония, 1227–1288 маркграф на Майсен
- Албрехт II († 1314) 1265–1314 ландграф на Тюрингия и пфалцграф на Саксония
- Фридрих I († 1323) 1291–1323 маркграф на Майсен и ландграф на Тюрингия, от 1280–пр. 1291 пфалцграф на Саксония

При крал Рудолф I фон Хабсбург службата пфалцграф на Саксония отива на брауншвайгските херцози от Велфите.
- Херцог Хайнрих фон Брауншвайг-Люнебург († 1322) 1291–1322 княз на Брауншвайг-Грубенхаген, преди 1291–1322 пфалцграф на Саксония